# Ludmila Šmehlíková
Ludmila Šmehlíková (6. srpna 1922 – ???) byla česká a československá politička Komunistické strany Československa a poúnorová poslankyně Národního shromáždění ČSR, Národního shromáždění ČSSR a Sněmovny lidu Federálního shromáždění.

## Biografie
Zastávala četné stranické posty. IX. sjezd KSČ ji zvolil za náhradnici Ústředního výboru Komunistické strany Československa. X. sjezd KSČ, XI. sjezd KSČ a XII. sjezd KSČ ji pak zvolil do funkce členky ÚV KSČ. K roku 1954 se profesně uvádí jako pracovnice Krajského výboru KSČ.
Po volbách roku 1948 byla zvolena do Národního shromáždění za KSČ ve volebním kraji Opava. Mandát nabyla až dodatečně v lednu 1954 jako náhradnice poté, co zemřel poslanec Augustin Kliment. Mandát získala i ve volbách v roce 1954 (volební obvod Krnov), ve volbách v roce 1960 (nyní již jako poslankyně Národního shromáždění ČSSR za Severomoravský kraj) a ve volbách v roce 1964. V Národním shromáždění zasedala až do konce jeho funkčního období v roce 1968.
Během pražského jara byla kritizována jako představitelka konzervativního křídla KSČ. V březnu 1968 byla původně navržena jako kandidátka do Okresního výboru KSČ v Krnově, ale na základě připomínek z organizací a delegátů byla z kandidátky vyňata. Veřejnosti vadilo i to, že nadále zasedá v Národním shromáždění. V červenci 1968 se v Krnově šířily požadavky, aby rezignovala. Přitom už ve volbách v roce 1960 nezískala v Krnově podporu, byla nucena z místní kandidátky odejít a nechat se zvolit za jiný volební obvod v okresu. Šmehlíková odmítla odstoupit a 29. července 1968 se asi 300 občanů sešlo na Hlavním náměstí v Krnově, pochodovali kolem náměstí a provolávali hesla, ve kterých vyzývali Šmehlíkovou, aby odstoupila. Událost se objevila i v regionálním tisku a v ostravské televizi.
Po invazi vojsk Varšavské smlouvy do Československa její politická kariéra pokračovala. V důsledku federalizace Československa usedla roku 1969 do Sněmovny lidu Federálního shromáždění, kde setrvala do konce funkčního období, tedy do voleb v roce 1971.